# Epistemologisch objectivisme
Epistemologisch objectivisme is het onderdeel van het objectivisme van Ayn Rand dat zich bezighoudt met de vraag of men kennis kan verwerven en hoe.
Objectivisten zijn van mening dat de kennis alleen gevonden kan worden door het gebruik van logica. Die logica dient toegepast te worden op gegevens die verworven zijn door onze zintuigen. Het objectivisme verwerpt de gedachte dat kennis verworven kan worden door intuïtie of gevoel. Ook andermans meningen hebben geen zeggingskracht als deze niet gebaseerd zijn op rede.